# 393

## Събития
- Провеждат се последните антични Олимпийски игри, след което император Теодосий I ги обявява за езически и ги забранява. Следващата Олимпиада е проведена чак през 1896 г.
- 23 януари – Император Теодосий I провъзгласява деветгодишния си син Хонорий за август.

## Починали
- Либаний